# Ludovico Fieschi
Ludovico Fieschi (Louis de Fiesque en Français, né à Gênes, Italie, et mort le 3 avril 1423 à Rome) est un cardinal italien de la fin du XIVe siècle et du début du XVe siècle.
Il est de la famille Fieschi des papes Innocent IV et Adrien V et des cardinaux Guglielmo Fieschi (1244), Luca Fieschi (1300), Giovanni Fieschi (1378), Giorgio Fieschi (1439), Nicolas Fieschi (1503), Lorenzo Fieschi (1706) et Adriano Fieschi (1834). 

## Repères biographiques
Ludovico Fieschi est auditeur à la Rote romaine. Il est élu évêque de Verceil en 1382.
Le pape Urbain VI le crée cardinal lors du consistoire du 17 décembre 1384. Le cardinal Fieschi libère le pape Urbain VI, assiégé à Nocera. Il est nommé administrateur apostolique de Verceil en 1387 et vicaire général des États pontificaux en 1388.
Fieschi participe au conclave de 1389  pour l'élection de Boniface IX, mais ne participe pas au conclave de 1404 pour élection d'Innocent VII). 
Le 20 mai 1394 il achète, avec son frère Antoine, la principauté de Masséran que le pape Boniface IX lui cède contre rétribution.

En 1404 il quitte l'obédience du pape Innocent VII et joint l'obédience de l'antipape Benoît XIII. Fieschi est nommé administrateur du diocèse de Carpentras en 1406. Il ne participe pas au conclave de 1406 (élection de Grégoire XII), ni à celui de 1409 (élection de l'antipape Alexandre V). Après la déposition de l'antipape Benoît XIII au concile de Pise en 1409, il joint l'obédience de l'antipape Alexandre V. Il est nommé légat et vicaire général de Forlì par l'antipape Alexandre V et est déposé par l'antipape Benoît XIII. Fieschi participe au conclaves de 1410 (élection de l'antipape Jean XXIII) et de 1417 (élection de Martin V). Il est nommé légat en Sicile en 1420.